# Ordem 7161
A ordem 7161 é a ordem secreta do Comitê de Defesa do Estado da URSS nº 7161ss (Постановление № 7161cc ГКО СССР) de 16 de dezembro de 1944 sobre mobilização e internação de alemães saudáveis para trabalhos de reparação na URSS. (O "cc" cirílico após o número do pedido é a abreviação russa para "top secret".) Fazia parte da organização do trabalho forçado de alemães na União Soviética desde o final da Segunda Guerra Mundial.
A Ordem 7161 instruiu os destinatários a internarem todos os alemães saudáveis de 17 a 45 anos (homens) e 18 a 30 (mulheres) residentes nos territórios da Romênia (69.332 pessoas), Hungria (31.923 pessoas), Iugoslávia (10.935 pessoas), Tchecoslováquia (215 pessoas) e Bulgária (75 pessoas), que estavam sob o controle do Exército Vermelho, para deportação para a União Soviética, a fim de executar trabalhos manuais de reparação.
A ordem permaneceu em segredo no bloco soviético até a dissolução da União Soviética.
A implementação da ordem foi atribuída ao NKVD e foi adotada por seu departamento da Administração Principal para Assuntos de Prisioneiros de Guerra e Internados (abreviação russa: GUPVI).